# 短頭凹鰭胎䲁
短頭凹鰭胎䲁（學名：Blennioclinus brachycephalus），為輻鰭魚綱䲁形目胎䲁科凹鰭胎䲁屬的一個種，分布於東南大西洋納米比亞呂德里茨布赫特至南非凱伊河河口海域，本魚體延長，頭部短而鈍，頂部略凹陷，前部輪廓從吻部到頸背呈圓形，頭部前部在嘴巴和眼睛之間幾乎是垂直，但在眼睛後面則變為幾乎水平。第三和第四背鰭棘之間的間隙比其他之間的間隙更寬，它們由一層透明的膜連接，形成一個輕微的背脊。背鰭硬棘和較條之間有一個深凹口，胸鰭圓形，沒有眶上觸鬚，前鼻孔上的觸鬚扁平，呈不規則的三葉狀，身體顏色多變，基本上為紅色、粉紅色、綠色或棕色，帶有幾條較深的不規則垂直條紋，有時從頭部到尾部兩側中間有一條白色縱向條紋，有些魚的顏色幾乎是均勻的，通常是深棕色或綠色，大多數魚的胸鰭基部上方有綠色背景上的紅色眼斑，眼睛呈現暗淡的深紅色，虹膜為紅色，瞳孔為黑色，胸鰭膜一般為半透明狀，基部為白色，鰭條與體色相同，有白色條紋，背鰭硬棘26-30枚、背鰭軟條8-11枚、臀鰭硬棘2枚、臀鰭軟條19-25枚，體長可達15公分，棲息在礫石區，有海葵或海膽生長的水域，雌魚產附著性卵，雄魚會守護卵，幼魚為浮游性，生活習性不明。